# 華盛頓鎮區 (密蘇里州格林縣)
華盛頓鎮區（英語：Washington Township）是位於美國密蘇里州格林縣的一個行政鎮區。

## 地方資料
華盛頓鎮區的面積為77.63平方千米，當中陸地面積為77.60平方千米，而水域面積為0.03平方千米。根據2020年美國人口普查的數據，當地共有人口3687人，而人口密度為每平方千米47.49人。